# Adolphe Choquart
Pour les articles homonymes, voir Choquart.
Adolphe Anne François Choquart (Toulouse, 12 février 1800 - août 1859) est un écrivain, librettiste et auteur dramatique français.

## Biographie
Capitaine de cavalerie puis Garde du corps du Roi, ses pièces furent représentées sur les grandes scènes parisiennes du XIXe siècle : Théâtre du Vaudeville, Théâtre de l'Opéra-Comique, Théâtre des Nouveautés, etc.
Alexandre Dumas disait de lui qu'il était le dernier des mousquetaires. Il est mort en 1859 et inhumé au cimetière de Belleville le 2 août 1859.

## Œuvres
- M. Jovial, ou l'Huissier chansonnier, comédie-vaudeville en deux actes, avec Théaulon, 1827
- Monsieur Ducroquis, ou Peintre en voyage, comédie-vaudeville en deux actes, avec Théaulon, 1828
- Le Corridor du Puits de l'Ermite, contes de Sainte-Pélagie, avec Georges Guénot, 1833
- Claude Bélissan, tableau-vaudeville en 1 acte, avec Emmanuel Théaulon, 1834
- Lettre d'un conscrit à sa mère, 1841
- Madame Barbe-bleue, comédie-vaudeville en deux actes, 1842
- En carnaval, pochade en 1 acte, avec Varin, 1847
- Le Talisman, opéra-comique en un acte, avec Varin, 1850
- Silhouettes philosophiques. Profils militaires et fantaisies, 1859